# Museo Botero
Il Museo Botero è un museo situato nella città di Bogotà, in Colombia. Ospita una delle più importanti collezioni d'arte internazionali dell'America Latina. Più di 500 000 persone visitano questo luogo ogni anno, di cui circa 2 000 studenti al mese. Essendo situato nel quartiere La Candelaria di Bogotà, il museo è molto vicino ad altri luoghi importanti come la Biblioteca Luis Ángel Arango, la Piazza Bolivar e il Museo dell'Oro.

## Storia del museo

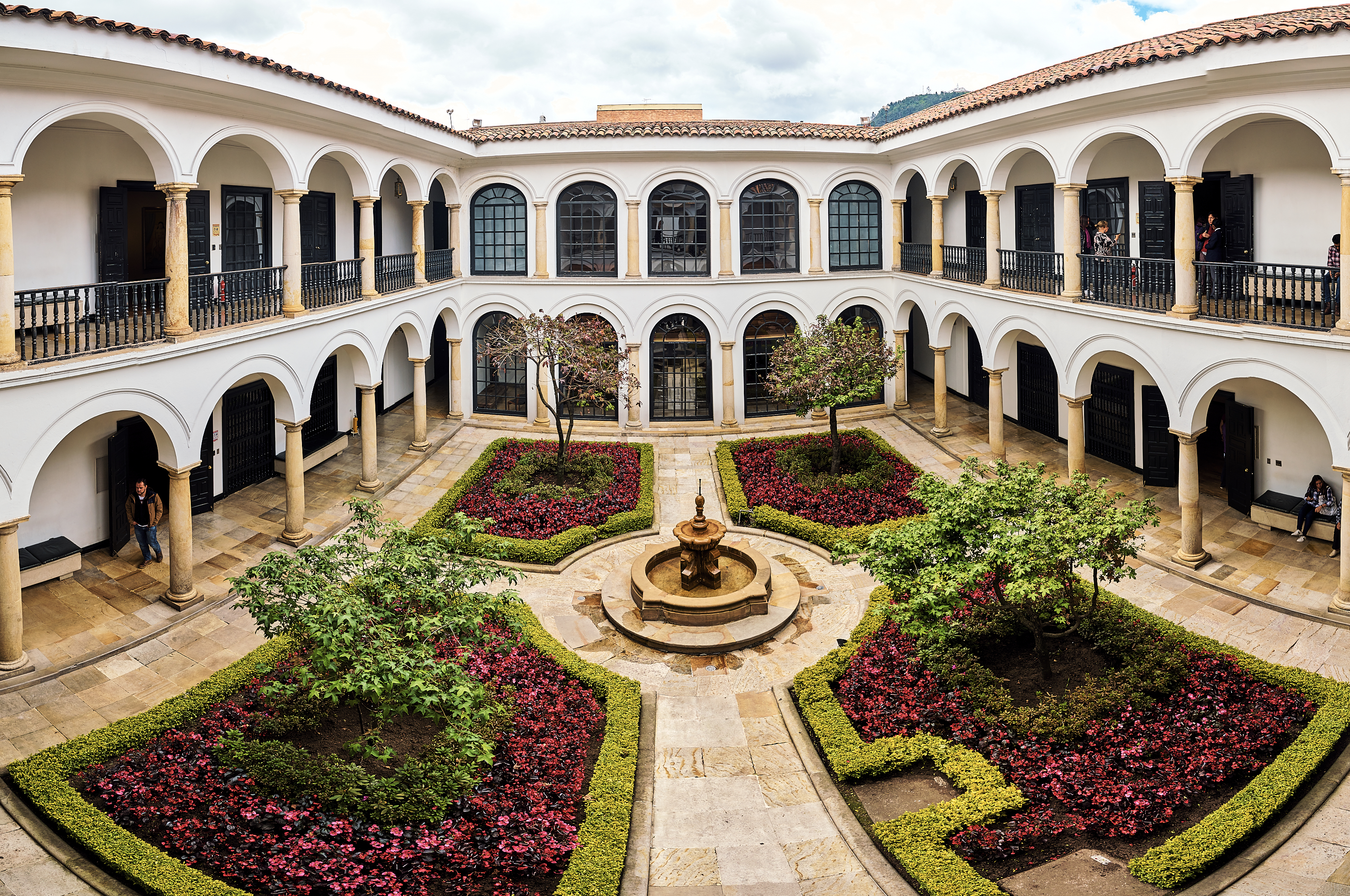
Patio del museo.

Dalla fine degli anni '60, l'artista colombiano Fernando Botero era stato un noto collezionista d'arte. Inizialmente di pezzi precolombiani, poi di arte coloniale e più recentemente di disegno, pittura e scultura moderna universale.
Fino al 1999, tutte le sue collezioni erano sparse nelle sue proprietà a New York, Parigi, Montecarlo e Pietrasanta, oltre che in un deposito bancario svizzero a Bogotà.
Dalla metà degli anni '90, Botero aveva considerato la possibilità di donare l'intera collezione d'arte al Museo de Antioquia di Medellín. Tuttavia, la lentezza nel prendere decisioni da parte delle autorità di Antioquia lo portò ad accettare la proposta dell'allora sindaco di Bogotà, Enrique Peñalosa, di donare la sua collezione a Bogotà.
Nel 2000, Fernando Botero ha donato un totale di 208 opere d'arte alla Banca centrale della Repubblica di Colombia, che è l'ente gestore del museo. Di tutte queste opere, 123 sono state realizzate da lui e le altre 85 da altri artisti internazionali. Con questa collezione è stato fondato il Museo Botero nel quartiere di La Candelaria, nel centro storico di Bogotà, in una grande casa coloniale  acquistata dalla Banca della Repubblica e abilitata ad ospitare la collezione d'arte di Fernando Botero.
Dal 1 novembre 2000, il museo è aperto al pubblico gratuitamente.
Nello stesso anno, la collezione di Botero arriva in Colombia, dopo essere stata presentata in una mostra alla fondazione Santander Central Hispano di Madrid (Spagna). Dopo aver donato queste opere a Bogotà, su richiesta delle autorità di Antioquia, l'artista ha deciso di donare anche un significativo gruppo di opere da lui realizzate al Museo di Antioquia, oltre a un gruppo scultoreo per la Plaza Botero (di fronte a detto Museo), a Medellín. Sebbene la maggior parte della collezione di artisti internazionali sia stata donata da Botero a Bogotà, l'artista ha deciso di mettere insieme un nuovo set di 21 pezzi (di artisti come Roberto Matta, Wifredo Lam, Frank Stella, Auguste Rodin, tra gli altri), da donare al Museo de Antioquia.

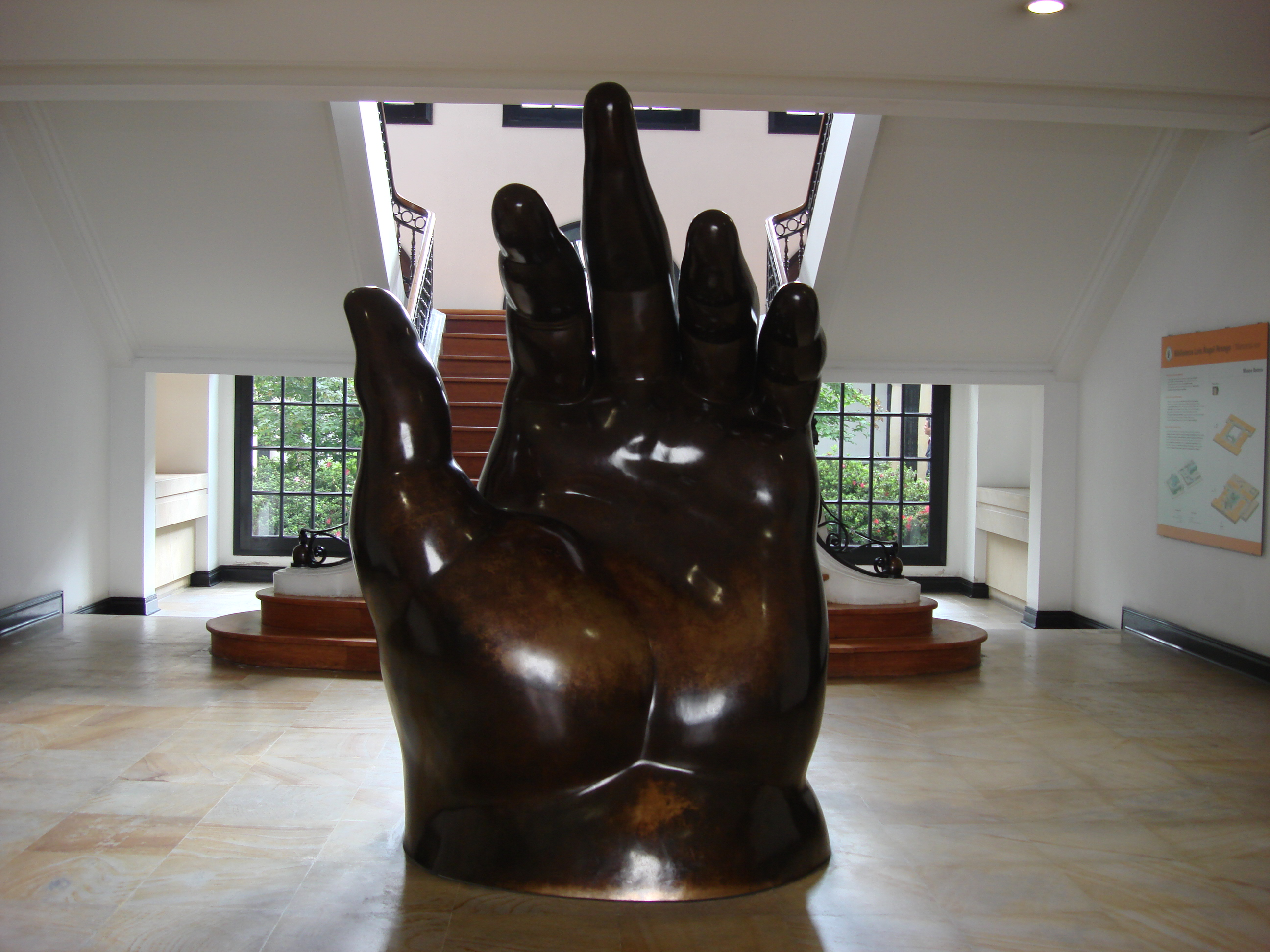
Questa scultura di Botero accoglie i visitatori mentre entrano dalla porta d'ingresso.

## Collezione di opere d'arte
Il museo contiene 123 opere di Fernando Botero e 85 di altri artisti, per un totale di 208 opere d'arte. Questa collezione comprende opere di Balthus, Georges Braque, Marc Chagall, Salvador Dalí, Joan Miró, Pablo Picasso, Sonia Delaunay, Claude Monet e Henri Matisse.

### La collezione di opere realizzate da Fernando Botero

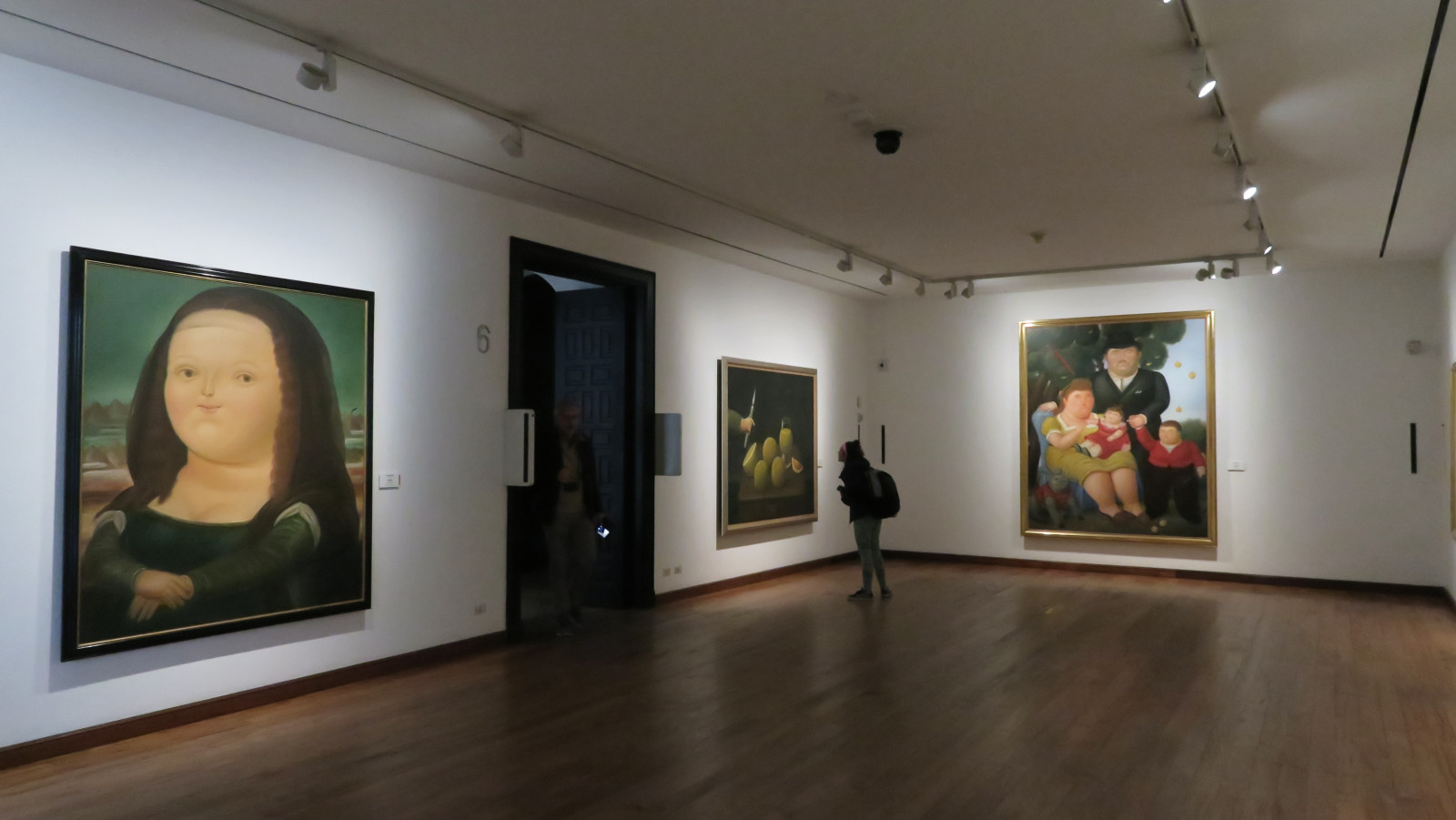
Una delle sale del museo, con dipinti di Botero.

La collezione di opere di Fernando Botero comprende numerosi dipinti a olio, disegni, pastelli, sanguigne e sculture da lui realizzate, soprattutto negli ultimi decenni. La sua prima produzione (negli anni '40, '50 e '60) non è rappresentata in questo museo. Le opere dei suoi primi periodi artistici si trovano nella mostra permanente del Museo nazionale della Colombia, sempre a Bogotà.
La collezione comprende una versione boteriana della Gioconda di Leonardo da Vinci e una parte della prima serie sulla violenza in Colombia (Pablo Escobar, Tirofijo, Carrobomba, La masacre de Mejor Esquina, tra gli altri). L'ultima serie sulla violenza in Colombia fa parte della collezione del Museo nazionale della Colombia.
Allo stesso modo, al secondo piano del museo si trova una sala dedicata alle sculture di piccole e medie dimensioni, in bronzo e marmo.

## Il Museo Botero nel contesto latinoamericano
La collezione d'arte moderna del Museo Botero è preziosa in America Latina. Insieme al Museo nazionale di Belle Arti di Buenos Aires, al Museo d'Arte di San Paolo, al Museo di Arte Contemporanea di Caracas e al Museo di Arte Contemporanea dell'Università di San Paolo, costituisce, nel suo genere, uno dei più importanti collezioni d'arte in America Latina.

## Selezione di dipinti

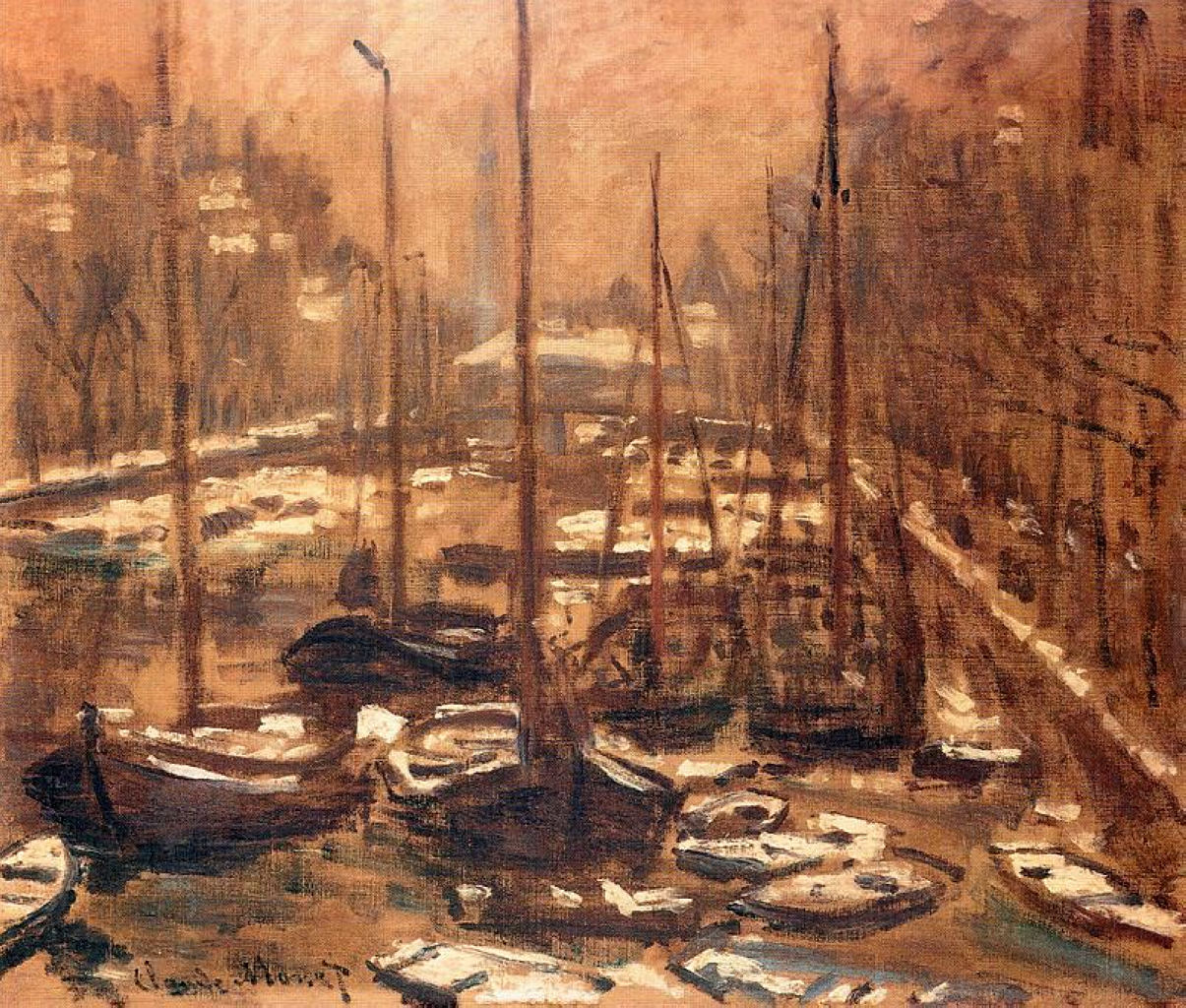
Il Geldersekade ad Amsterdam, in inverno, Claude Monet, 1871-1874.
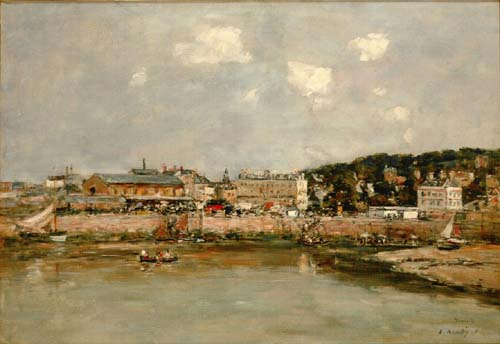
Il porto di Trouville, Eugène Boudin, 1884.
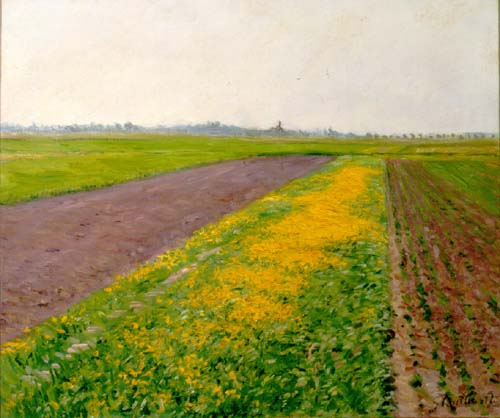
La piana di Gennevilliers, Gustave Caillebotte, 1884.
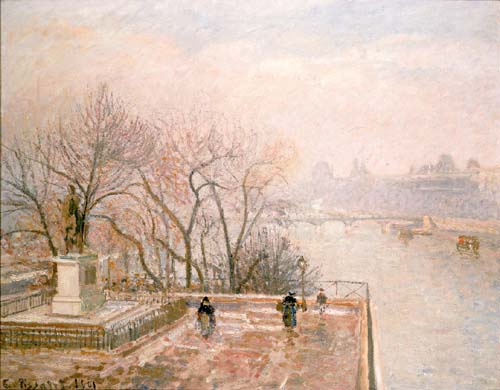
Il Louvre, nebbia di mattina, Camille Pissarro, 1901.
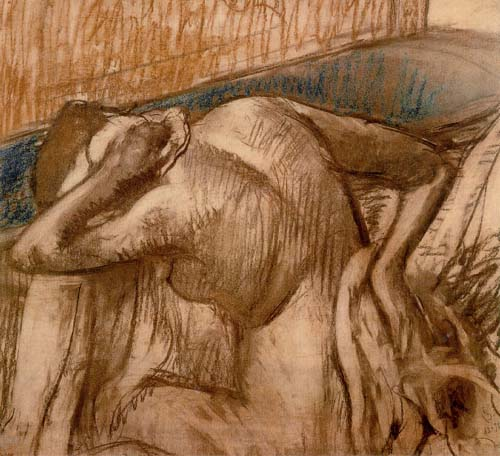
Donna al bagno, Edgar Degas, 1902.